# 北九州市道都下到津線
北九州市道都下到津線（きたきゅうしゅうしどう みやこしもいとうづせん）は、北九州市小倉北区都1丁目から下到津1丁目に至る延長1.2 kmの北九州市道である。地域高規格道路に指定されており、歩行者及び自転車は通行禁止となっている。
北九州高速1号線と高架で直通し、丘を「到津トンネル」で抜けて丁字路の「都2丁目交差点」で戸畑バイパスに接続する。

## 歴史
- 2003年（平成15年） : 北九州市道都下到津線（下到津ランプ連絡道路）開通[1]

## 接続路線
- 福岡県道271号下到津戸畑線
- 北九州高速道路1号線・下到津出入口
- 国道3号戸畑バイパス